# Сан-Жуан-да-Канабрава

Сан-Жуан-да-Канабрава на карте штата.

Сан-Жуан-да-Канабрава (порт. São João da Canabrava) — муниципалитет в Бразилии, входит в штат Пиауи. Составная часть мезорегиона Юго-восток штата Пиауи. Входит в экономико-статистический микрорегион Пикус. Население составляет 4445 человек на 2010 год. Занимает площадь 480,280 км². Плотность населения — 9,26 чел./км².

## Демография
Согласно сведениям, собранным в ходе переписи 2010 г. Национальным институтом географии и статистики (IBGE), население муниципалитета составляет:
| Полное население                               | Полное население                               | Полное население                               | Полное население                               | 4445  |
| ---------------------------------------------- | ---------------------------------------------- | ---------------------------------------------- | ---------------------------------------------- | ----- |
| в том числе:                                   | Городское население                            | 1233                                           | Процент городского населения, %                | 27,74 |
|                                                | Сельское население                             | 3212                                           | Процент сельского населения, %                 | 72,26 |
|                                                | Мужское население                              | 2188                                           | Процент мужского населения, %                  | 49,22 |
|                                                | Женское население                              | 2257                                           | Процент женского населения, %                  | 50,78 |
| Плотность населения, чел/км²                   | Плотность населения, чел/км²                   | Плотность населения, чел/км²                   | Плотность населения, чел/км²                   | 9,26  |
| Население муниципалитета в % к населению штата | Население муниципалитета в % к населению штата | Население муниципалитета в % к населению штата | Население муниципалитета в % к населению штата | 0,14  |

По данным оценки 2016 года, население муниципалитета составляет 4523 жителя.

## Статистика
- Валовой внутренний продукт на 2003 год составляет 6 135 131,00 реалов (данные: Бразильский институт географии и статистики).
- Валовой внутренний продукт на душу населения на 2003 год составляет 1473,02 реалов (данные: Бразильский институт географии и статистики).
- Индекс развития человеческого потенциала на 2000 год составляет 0,567 (данные: Программа развития ООН).